# Musique sarde
La Musique sarde est la musique traditionnelle de la Sardaigne. En plus de chansons folkloriques et religieuses, y compris les gosos, les formes musicales principales sont la musique du launeddas, un antique instrument à vent à trois voix, le cantu a tenore qui est un chant polyphonique et la cantu a chiterra (le chant à guitare sarde) qui est un chant monodique.

## Contexte
Les bergers sardes ont « créé un art de vivre propre », avec « une gastronomie et un artisanat foisonnant », mais aussi « une culture artistique et lyrique », très appréciée de leurs compatriotes comme des visiteurs . Le cantu a tenore est une des plus anciennes traditions musicales, dans la seule île en Méditerranée, avec la Corse, à pratiquer le chant polyphonique .
C'est particulier en Ogliastra qu'est apparu une passion pour la poursuite de transhumance en Sardaigne, organisée avec les jeunes et nombreux bergers : avec 3,5 millions de têtes à la fin du XXe siècle, les moutons sont le cheptel le plus nombreux de l'île, d'où est tiré le célèbre Pecorino sardo, fromage de brebis.

## Les launeddas

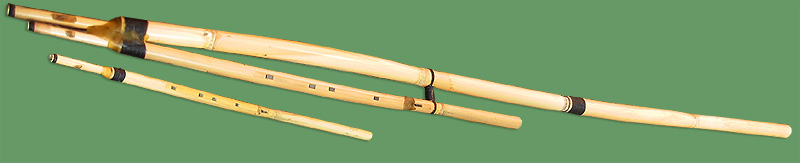
Launeddas

Le launeddas est un instrument à vent, c'est une clarinette polyphonique à triple tuyaux et à anche simple.
Il existe divers types de launeddas, selon l'intonation, dont les principaux sont le Punt'e organu, le Fiorassiu (en Si♭) et la Mediana  (en Do).
À partir de ces trois types, on peut trouver plusieurs sous-types, comme : Fiuda bagadia, Tzampognia, Spinellu, Contrappuntu, etc.
Cet instrument a été joué en Sardaigne à partir de l'antiquité et survit surtout dans le Sarrabus, l'Ogliastra et la Trexenta, à Cabras et à Ovodda.

## Lecantu a tenore

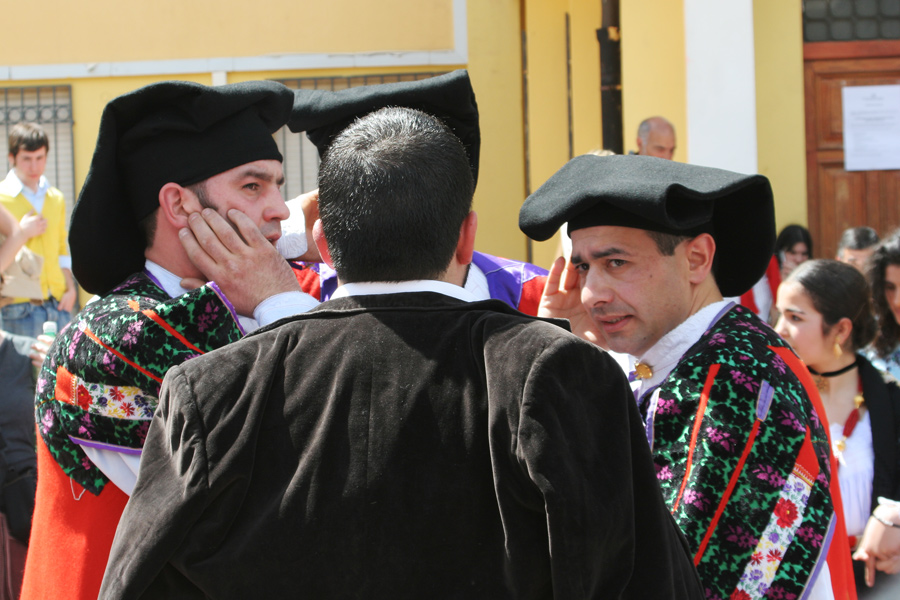
Le tenore de Oliena

C'est une forme de chant polyphonique de grande importance dans la tradition locale, mêlant l'expression artistique d'origine et celle du monde agro-pastoral, qui caractérise fortement l'île.
Le tenore est pratiquée principalement dans les centres de la Barbagia, la Baronia, haute Ogliastra et Santu Lussurgiu et au cours des dernières décennies s'est propagé aussi dans le Logudoro.
En 2005, le cantu a tenore a été inscrit sur la liste du patrimoine culturel immatériel de l'humanité de l'UNESCO.

## Cantu a chiterra
Le Cantu a chiterra  (chant sarde avec guitare) est une forme typique de chant monodique en sarde et gallurese, avec une guitare. Ce chant est particulièrement répandu dans la partie nord de l'île ; en particulier dans le Logudoro, Goceano, Planargia et Gallura. Il est très probable que certaines des chansons qui existaient avant l'invention de la guitare, par exemple le cantu in re, avec l'avènement de l'instrument ont développé différentes variantes.
La plus connue à l'échelle internationale, dans ce genre de chant est certainement Maria Carta.